# Thomas Isherwood
Ta strona jest pod opieką Wikiprojektu Piłka nożna, którego celem jest rozwijanie artykułów z dziedziny piłki nożnej. Jeśli chcesz współuczestniczyć w projekcie, odwiedź jego stronę, gdzie można przyłączyć się do dyskusji i zobaczyć listę otwartych zadań.
Thomas Mattias Poppler Isherwood (ur. 28 stycznia 1998 w Söderort) – szwedzki piłkarz angielskiego pochodzenia, grający na pozycji obrońcy w Darmstadt.